# Chiesa di Santo Stefano (Serravalle Pistoiese)
La chiesa di Santo Stefano è una delle chiese di Serravalle Pistoiese.

## Storia e descrizione
Fu costruita agli inizi del XIII secolo; tra la fine del XVI e i primi del XVII secolo subì profonde trasformazioni, e nuovi lavori la interessarono nel secolo XVIII e alla metà dell'Ottocento.
Tra le opere di maggiore interesse, una tavola cinquecentesca con Cristo in pietà tra due angeli e i simboli della passione, un Crocifisso ligneo di Giovanni Zeti, e due sculture in terracotta invetriata della bottega dei Buglioni, raffiguranti Sant'Antonio Abate e San Lodovico da Tolosa. Per quest'ultimo santo profonda è la devozione a Serravalle, dove viene raffigurato con il modellino del paese in mano; secondo la tradizione grazie al suo intervento nel 1306 furono fermati i soldati lucchesi che volevano conquistare il castello. Infine, negli ultimi anni, il corredo Sacro della chiesa si è arricchito di opere dello scultore serravallino Filippo Biagioli, fra tutte la Croce votiva in legno e metallo custodita nella Cappella del Fonte Battesimale.

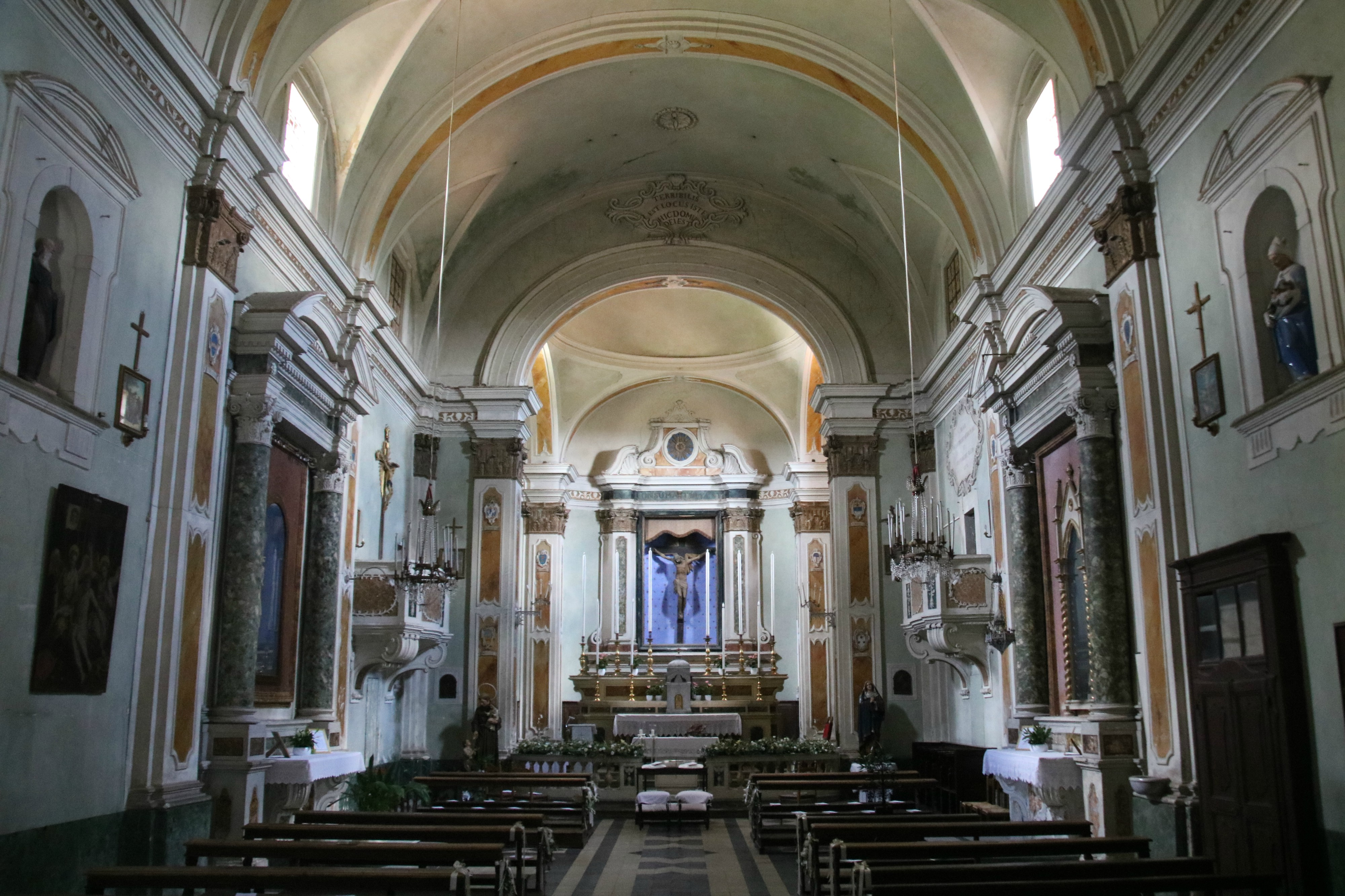
Interno della chiesa
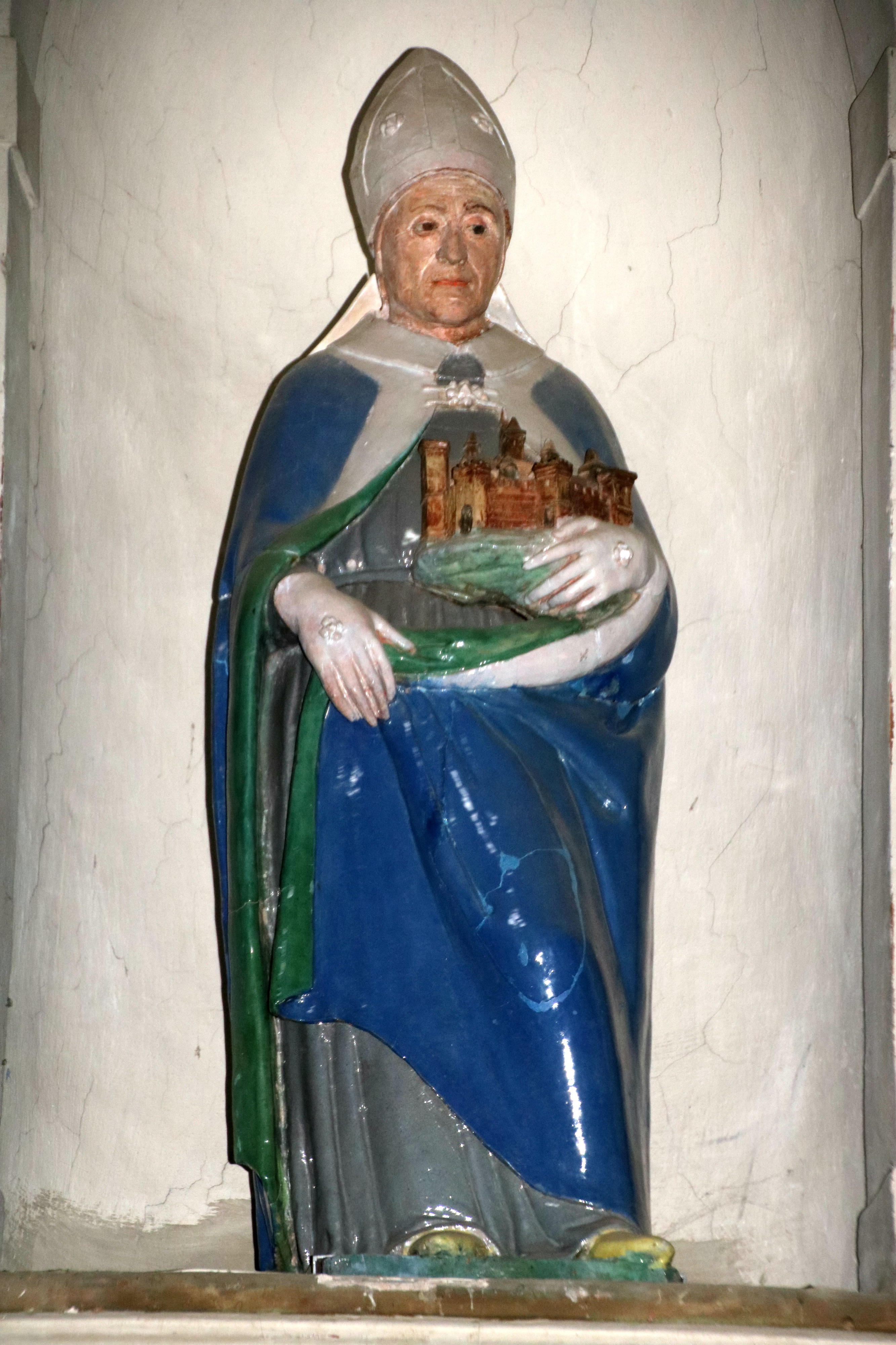
San Ludovico della bottega dei Buglioni
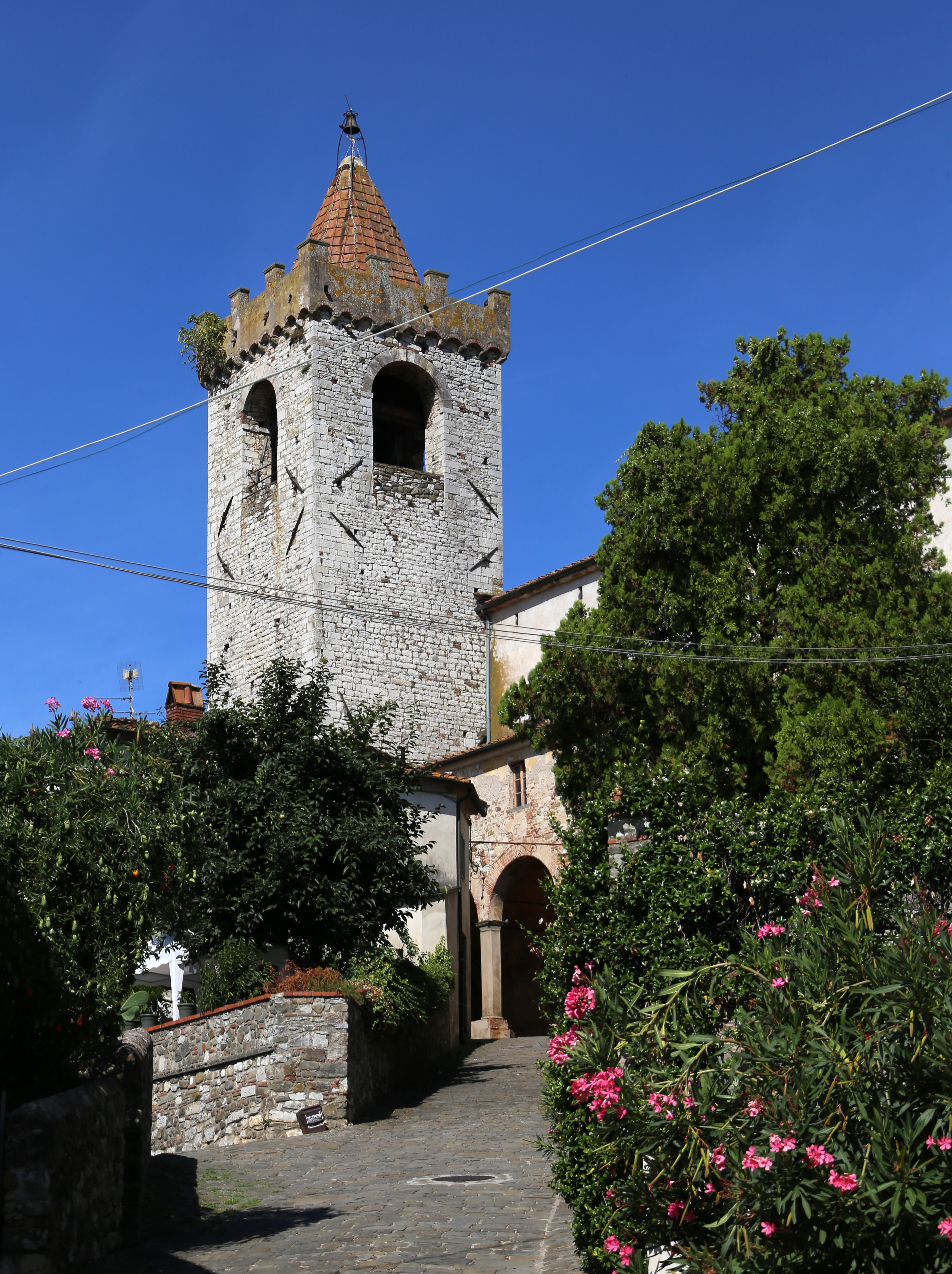
Torre campanaria
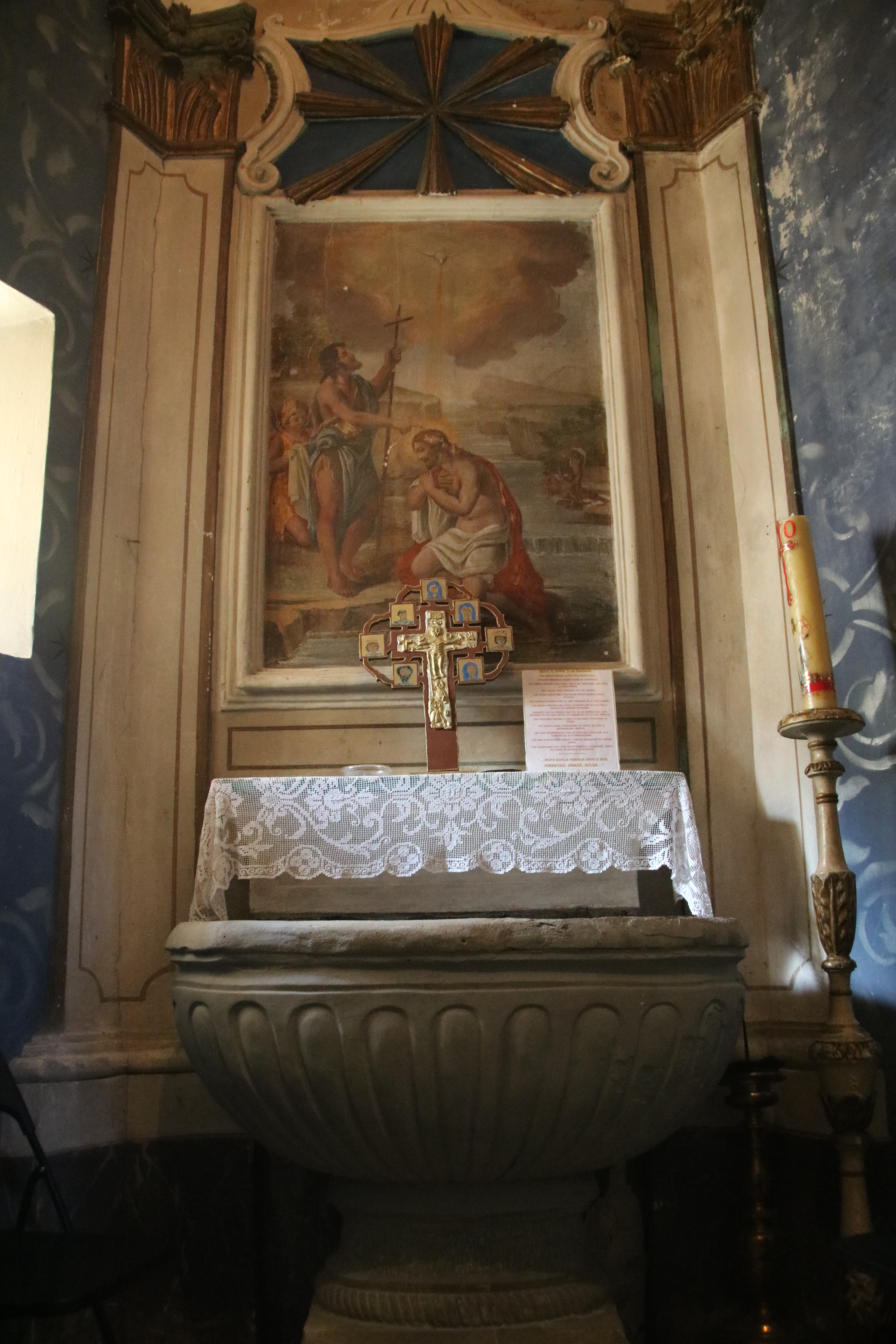
Cappella del Battistero, Battesimo di Cristo, Croce di Filippo Biagioli